# اچ‌ام‌اس ایبیس (یو۹۹)
اچ‌ام‌اس ایبیس (یو۹۹) (به انگلیسی: HMS Ibis (U99)) یک کشتی بود. این کشتی در سال ۱۹۴۰ ساخته شد.